# Rhamphomyia frontalis
Rhamphomyia frontalis är en tvåvingeart som beskrevs av Friedrich Hermann Loew 1862. Rhamphomyia frontalis ingår i släktet Rhamphomyia och familjen dansflugor.
Artens utbredningsområde är Illinois. Inga underarter finns listade i Catalogue of Life.